# Festival international du film sur les handicaps
Le Festival international du film sur les handicaps (FIFH) est un festival de cinéma créé en 2015, dont la première édition s'est déroulée à Cannes en septembre 2016. Il récompense les films de cinéma ayant pour sujet le handicap sous toutes ses formes et la différence. Il se déroule chaque année en septembre pour les premières éditions puis en février pour les suivantes. Les fondateurs sont Katia Martin-Maresco, Philippe Caza et Tristan Incorvaia. La deuxième édition s'est déroulée du 15 au 20 septembre 2017, à l’Espace Miramar, à Cannes. Une soixantaine de films inédits, courts et longs-métrages de fiction, documentaires, animations, venus d’une quarantaine de pays, seront en compétition (Brésil, Italie, Espagne, États-Unis, Lettonie, Kosovo, Allemagne, Iran, Suisse, Venezuela, Japon, Corée…). En 2018-2019, le FIFH s'installe à Lyon. En 2019 le Festival devient Festival international du film sur les handicaps.
Chaque année, plusieurs pays sont à l’honneur dans le cadre d’une carte blanche, parmi lesquelles le Brésil, l’Espagne, l’Italie, les États-Unis, le Cambodge. Le FIFH propose également sa propre sélection au sein de festivals partenaires : en Italie, le Montecatini International Short Film Festival, au Brésil, le Festival Internacional de curtas metragens Kinoforum de São Paulo), en Espagne, le Jameson Notodofilmfest, et aux États-Unis, le ReelAbilities Film Festival. Des films traitant du handicap sont diffusés dans des festivals dont ce n’est pas la vocation première.
Sept prix sont décernés en 2017, dont un prix à Pascal Duquenne et un prix spécial remis par un jury international choisi par l’association Handicap International. Les membres du jury de Handicap International sont Jean-Baptiste Richardier (médecin français, cofondateur de Handicap International), Pascal Plisson (réalisateur, scénariste et auteur français), Adda Abdelli (auteur et comédien algérien), Anthony Lemke (acteur canadien), Nicolas Gabion (comédien et scénariste français), Nick Park (écrivain et documentariste américain). En 2019 ce sont 10 prix qui sont décernés.
En parallèle deux sélections sont créées, l'une en 2018 "Fais-moi du cinéma" s'adresse aux jeunes des écoles du cinéma. Il leur est demandé de réaliser des courts-métrages autour du handicap invisible (Président du jury 2018 : Roberto Berliner). Pour ce faire, le Festival, en amont, leur donne des clefs de compréhension. En 2021, 40 écoles de cinéma, dans le monde, s'appliquent à envoyer des films. L'autre en 2019 "Je veux travaille" traite spécifiquement de l'accès à l'emploi des personnes handicapées, celle-ci a été réalisée en partenariat avec Cap-Emploi.
De nombreuses personnalités soutiennent le FIFH. On y trouve, entre autres, Erik Orsenna, Philippe Pozzo di Borgo, René de Obaldia, Jean-Claude Carrière (parrain d’honneur), Nicolas Vannier, Jean-Louis Langlois, Charles Nemes, Pierre-Loup Rajot et Pascal Duquenne (jury permanent).

## Festival 2022
Le festival 2022 aura lieu à Lyon du 4 au 9 février 2022.

### Jury
Pour la sélection longs et courts métrages fiction, le jury sera présidé par Marie-Castille Mention-Schaar, scénariste, réalisatrice et productrice, également cofondatrice du collectif 50/50 pour la parité, l’égalité et la diversité dans le cinéma et l’audiovisuel.  
La Présidente Marie-Castille Mention Schaar sera entourée de Pascale Arbillot (comédienne - scénariste), Harry Cleven (acteur - scénariste - réalisateur), Mélanie Fazi (écrivain - nouvelliste), Joël Houssin (écrivain - scénariste) et Alexandre Philip (acteur - scénariste).
Pour la sélection longs et courts-métrages documentaire, le jury sera présidé par Jean-Baptiste Richardier, cofondateur de Handicap International. Le Président Jean-Baptiste Richardier sera entouré d'Édith Azam (écrivain - poète), Jean-Marc Maillet-Contoz (fondateur/directeur du magazine HANDIrect), Stéphanie Pillonca-Kervern (actrice - scénariste - réalisatrice), Luc Rodriguez (Comédien) et Natacha Wolinski (journaliste - écrivain).

## Palmarès 2022

### Longs Métrages Fiction
PRIX PASCAL DUQUENNE
- A Butterfly’s heart d’Inesa Kurklietyte (Lituanie)

PRIX DU MEILLEUR LONG METRAGE FICTION
Ex aequo :
- Romy’s Salon de Mischa Kamp (Pays-Bas/Allemagne)

- Bitva d’Anar Abbasov (Russie)

### Courts Métrages Fiction
PRIX MEILLEUR COURT METRAGE FICTION
- Little Gestures de Richard O’Hanlon & Daniel Brand-Sinyinza (Royaume-Uni )

PRIX MEILLEUR COURT METRAGE JEUNESSE
- S.O.S de Stéphane H Ahidjo (Italie )

PRIX MEILLEUR COURT METRAGE DE L’ACADEMIE DE LYON – SELECTION JEUNESSE
- Les chaussures de Louis de Théo Jamin, Kayu Leung, Marion Philippe & Jean-Géraud Blanc (France)

### Long métrage documentaire
PRIX MEILLEUR LONG METRAGE DOCUMENTAIRE 
- Sais-tu pourquoi je saute ? de Jerry Rothwell (USA, Royaume-Uni)

### Court métrage documentaire
PRIX MEILLEUR COURT METRAGE DOCUMENTAIRE 
- Le Voyage d'Icare d’Kaco Olimpio (Brésil )

### Sélection 3èmeange
PRIX MEILLEUR COURT METRAGE 3e ANGE
- Navozande, le musicien de Reza Riahi (France  )

PRIX COUP DE CŒUR DE CAZA
- Talking to the Starry Sky de Yurugu Matsumoto (Japon)

### Sélection Fais-moi du cinéma!
PRIX MEILLEUR COURT METRAGE
- Across the Fear de Jian Juan Ting / Yunlin University (Taïwan)

### Sélection Je veux travailler!
PRIX MEILLEUR COURT METRAGE 
- Marjorie d’Anne Le Graciet (France)

### Carte blanche L'atelier de distribution
- J’irai décrocher la lune de Laurent Boileau (2020 - France) 1h32

- Billie de James Erskine (2020 - Royaume-Uni) 1h38

## Festival 2021
Le festival 2021 n'a pas pu avoir lieu pour cause de restrictions sanitaires liées à la pandémie de COVID 19.

## Palmarès 2020
Le festival s'est tenu du 7 au 12 février 2020 à Lyon, à l'Université Lumière Lyon 2 et à l'Institut Lumière.

### Jury
Le Président du Jury Fiction est Philippe Lefait, journaliste, écrivain, entouré de Juliette Andréa Thierrée, Joël Houssin, Jean-Claude et Angélique Nachon, Maxime Potherat, Anne Le Ny et Pascal Duquenne (jury permanent).
Le Président du Jury Documentaire est Patrick Segal, écrivain, cinéaste, entouré de Caroline Faix, Jean-Marc Maillet-Contoz, Dr Jean-Baptiste Richardier, Jules Thénier et Maryse Wolinski.
Le Jury Fais moi du cinéma ! et Je veux travailler ! est composé de Nicolas Vanier, producteur, Orly Films et Zita Carvalhosa .

### Palmarès

#### Longs-métrages fiction
- Prix du meilleur long-métrage fiction : Ex aequo : Chuskit de Priya Ramasubban (Inde) et Un projet fou de Jean-Marc Bourillon (France)
- Prix Pascal Duquenne : Chuskit de Priya Ramasubban (Inde)
- Mention Spéciale Long Métrage Fiction : Amor de Raphaël Rebibo (France/Israël)

#### Courts-métrages fiction
- Prix du meilleur court-métrage fiction : My name is Petya de Daria Binevskaya (Russie)
- Mention Spéciale Court Métrage Fiction : Tragically Deaf de Maxx Corkindale (Australie)
- Prix du meilleur court-métrage jeunesse : The Swimsuit Season d’Antonino Valvo (Italie)
- Mention Spéciale Court Métrage Jeunesse : The piano teacher  de Ryan Daniels (Sri Lanka)
- Prix du meilleur court-métrage animation : Kring d’Ismail Hilmi (Malaisie)
- Prix du meilleur court-métrage 3ème Ange : Trois Pages de Roger Gariépy (Québec)
- Prix du meilleur court-métrage de l'académie de Lyon - sélection jeunesse : Plume de Marjolaine de Lécluse (France)

#### Longs-métrages et courts-métrages documentaires
- Prix du meilleur long-métrage documentaire : Do you feel what I see de Bich Vuong Ngoc (Vietnam)
- Prix du meilleur court métrage documentaire : Le pari d'Annette d’Aurélie Gurdal (France)
- Prix du meilleur court-métrage 3ème Ange : Trois Pages de Roger Gariépy (Québec)
- Prix coup de coeur de Caza : La disgrâce de Didier Cros (France)
- Prix du meilleur court-métrage sélection Je veux Travailler ! : Un parcours gagnant, gagnant, gagnant de Jean-Michel Ravot (France – Production Association Messidor)
- Prix du meilleur court-métrage sélection Fais-moi du cinéma ! : Popasticho de Thomas D’Amico & Gabriel Sanchez (ACFA France / Montpellier)

## Palmarès 2019
Le festival s'est tenu du 1er au 6 février 2019 à Lyon sous le haut patronage de Sophie Cluzel, secrétaire d'État chargée des Personnes handicapées et en partenariat avec Handicap International.

### Jury
Le président du Jury sélection Fiction / Courts et longs métrages est Marc Caro. Le Jury est composé de Herlé Quinquis, Joël Houssin, Grégori Baquet, Jacques Menichetti, Grégory Cuilleron et Pascal Duquenne (membre permanent du jury).
Le président du Jury sélection Documentaires est Matthieu Firmin. Le Jury est composé de Stéphanie Lebrun, Pierre-Louis Levacher, Mehdi Belbachir, Mémona Hintermann-Afféjee et Céline Branaa-Roche.

### Palmarès

#### Longs-métrages fiction
- Prix du meilleur long-métrage de fiction : Marche ou crève de Margaux Bonhomme (France)
- Prix Pascal Duquenne : Mon Ange d’Harry Cleven (Belgique)

#### Courts Métrages Fiction
- Prix du meilleur court-métrage jeunesse : Ex æquo : Human d’Issam Taachit (Algérie) et Piston de Marvin Archaimbault, Désir Boucaud, Marc Hugues, Arnaud Kupke, Hugo Mine, Vincent Orso-Manzonetta & Kai Yang (France)
- Prix meilleur court métrage fiction : Still de Florence Sobieski (France / Canada)
- Prix du meilleur court métrage animation : Shock therapy de Bali Engel & Matthieu Landour (Royaume-Uni)
- Prix du meilleur court métrage 3ème ange : Je suis à l’endroit d’Emilie De Monsabert & Florence Fauquet (France)

#### Documentaires
- Prix du meilleur long-métrage documentaire : Unrest de Jennifer Brea (Etats-Unis)
- Mention spéciale long-métrage documentaire : Laissez-moi aimer de Stéphanie Pillonca (France)
- Prix meilleur court métrage documentaire : Solares de Manoela Meyer (Brésil)
- Meilleur court-métrage 3ème ange : Je suis à l’endroit d’Emilie De Monsabert & Florence Fauquet (France)

## 2018: le Tour'Festival
Le festival s'est consacré en 2018 au Tour'Festival, la version nomade du FIFH.

## Palmarès 2017
Le festival s'est tenu du 15 au 20 septembre à Cannes sous le haut patronage de Sophie Cluzel, secrétaire d'État chargée des Personnes handicapées et en partenariat avec Handicap International.

### Jury
Le président du Jury sélection documentaire est Alexandre Amiel. Le jury est composé de Pascal Duquenne (jury permanent), Olivier Harland, Jean-Marie Gigon, Jonathan Allouche, Danielle Michel-Chich et Oscar Sisto.
Le président du Jury sélection fiction  est Jan Kounen. Le jury est composé de Pascal Duquenne (jury permanent), Bernard Le Coq, Abel Jafri, Dorian Le Clech, Églantine Éméyé et Valérie Fadini.

### Palmarès

#### Fiction
- Prix du meilleur long-métrage de fiction : My Feral Heart de Jane GULL (Royaume-Uni)
- Prix Pascal Duquenne : My Feral Heart  de Jane Gull (Royaume-Uni)
- Mention Spéciale Long Métrage Fiction : Nise, le cœur de la folie de Roberto Berliner (Brésil)
- Courts-métrages
- Prix meilleur court-métrage Jeunesse : Just Go de Pavels Gumennikovs (Lettonie)
- Prix meilleur court-métrage Fiction : Dinosaurios de Daniel Allue (Espagne)
- Prix meilleur court-métrage Animation : Roger de Sonia Cendon, Sara Esteban, Arnau Godia, Ingrid Marsarnau, Marti Montanola du collectif Foto A Foco (Espagne)
- Prix meilleur court-métrage 3e Ange : Downside Up de Peter Ghesquiere (Belgique)

#### Palmarès documentaire
- Prix du meilleur long-métrage documentaire : 327 Cuadernos d’Andrés Di Tella (Argentine)
- Prix spécial équipe du FIFH : Swim Team de Lara Stolman (USA)
- Prix du meilleur court-métrage documentaire : Notre histoire de Jean-Marc Bourillon (France)
- Prix meilleur court-métrage
- 3e Ange : Downside Up de Peter Ghesquiere (Belgique)

## Palmarès 2016
Le festival s'est tenu du 16 au 21 septembre. Le jury présidé par Charles Nemes était composé de Nicolas Vannier, Pierre-Loup Rajot, Jean-Louis Langlois, Danielle Michel-Chich, Christine  Meignien et Pascal Duquenne.
- Prix du meilleur long-métrage de fiction : Pies en la tierra de Mario Pedernera
- Prix Pascal Duquenne : Po de John Mallory Asher
- Prix du meilleur long-métrage documentaire : Lève-toi et marche de Matthieu Firmin
- Prix du meilleur court-métrage de fiction : Te quiero, papá de Gabriel Lugigo Lopez
- Prix du meilleur court-métrage documentaire : Leo & Carol d'Alvaro Campos et Dafne Capella
- Prix du meilleur court-métrage d'animation : The Very Very Special Show d'Aaron Gingrich
- Prix du meilleur court-métrage clips musicaux et publicitaires : La Folle Histoire du Monde - Cro Magnon de Henri Poulain
- Prix du meilleur court-métrage jeunesse : Due piedi sinistri d'Isabella Salvetti
- Mentions spéciales du jury - Interprétation :
  - Julian Feder dans Po
  - Javiera Contador dans Alma
  - Carlos Belloso dans Pies en la tierra
  - Olivia Colman dans The Karman Line